# Buchen (Baden-Württemberg)
Buchen is een plaats in de Duitse deelstaat Baden-Württemberg, gelegen in het Neckar-Odenwald. De stad telt 17.773 inwoners.

## Bezienswaardigheid
In de stad is het Bezirksmuseum Buchen gevestigd in twee panden. Naast de functie van streekmuseum gaat het in op de geschiedenis van de Ambtskellerei (wijnmakerij) uit 1493, kunstenaars uit de regio, de componist Joseph Martin Kraus en muziekinstrumenten.

## Geografie
Buchen heeft een oppervlakte van 138,99 km² en ligt in het zuidwesten van Duitsland.

## Geboren
- Marianne Kraus (1765-1838), kunstschilderes en hofdame

Adelsheim ·
Aglasterhausen ·
Billigheim ·
Binau ·
Buchen ·
Elztal ·
Fahrenbach ·
Hardheim ·
Haßmersheim ·
Höpfingen ·
Hüffenhardt ·
Limbach ·
Mosbach ·
Mudau ·
Neckargerach ·
Neckarzimmern ·
Neunkirchen ·
Obrigheim ·
Osterburken ·
Ravenstein ·
Rosenberg ·
Schefflenz ·
Schwarzach ·
Seckach ·
Waldbrunn ·
Walldürn ·
Zwingenberg